# Interjet

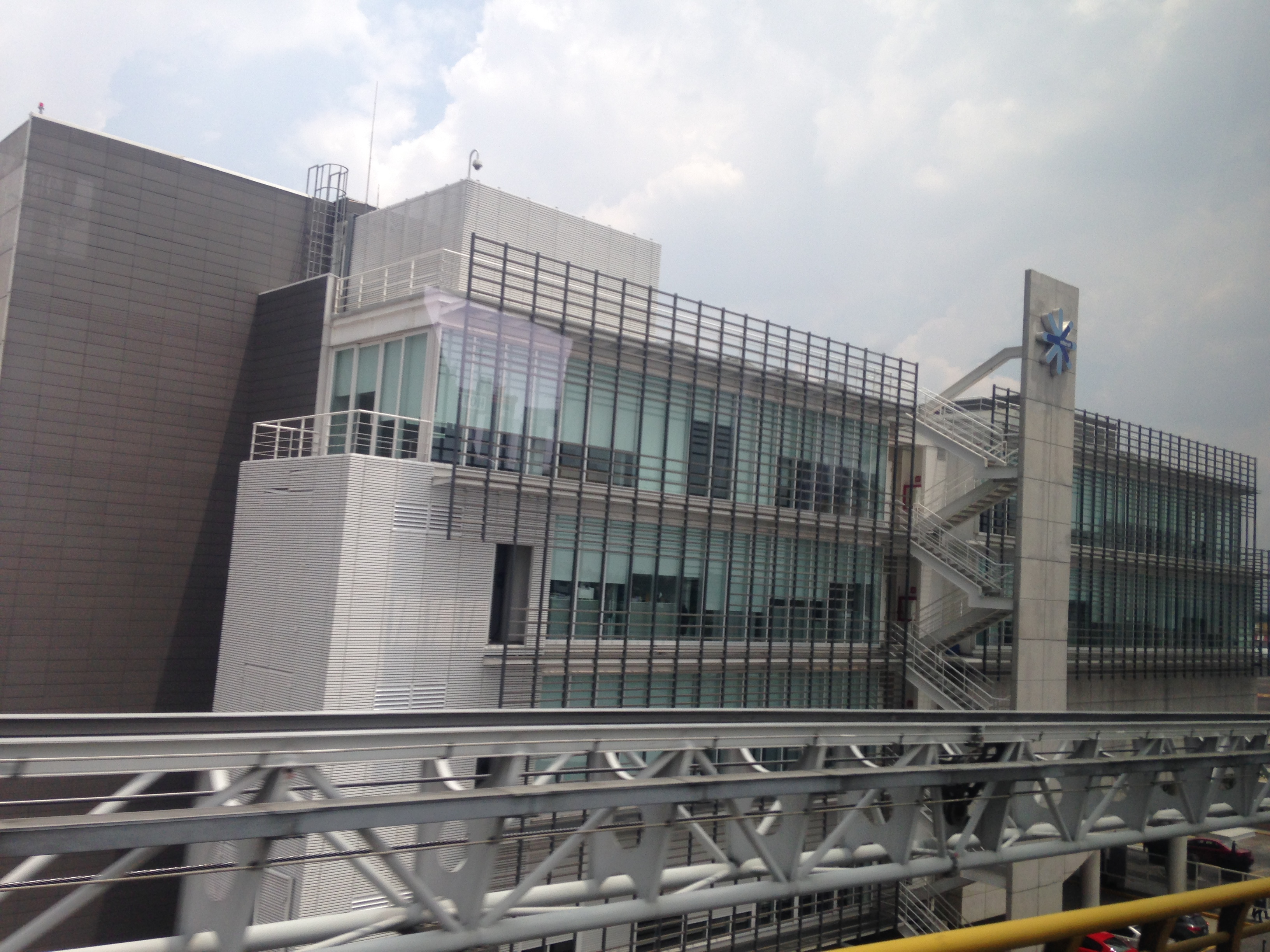
Oficinas de Interjet en el Aeropuerto Internacional de la Ciudad de México.

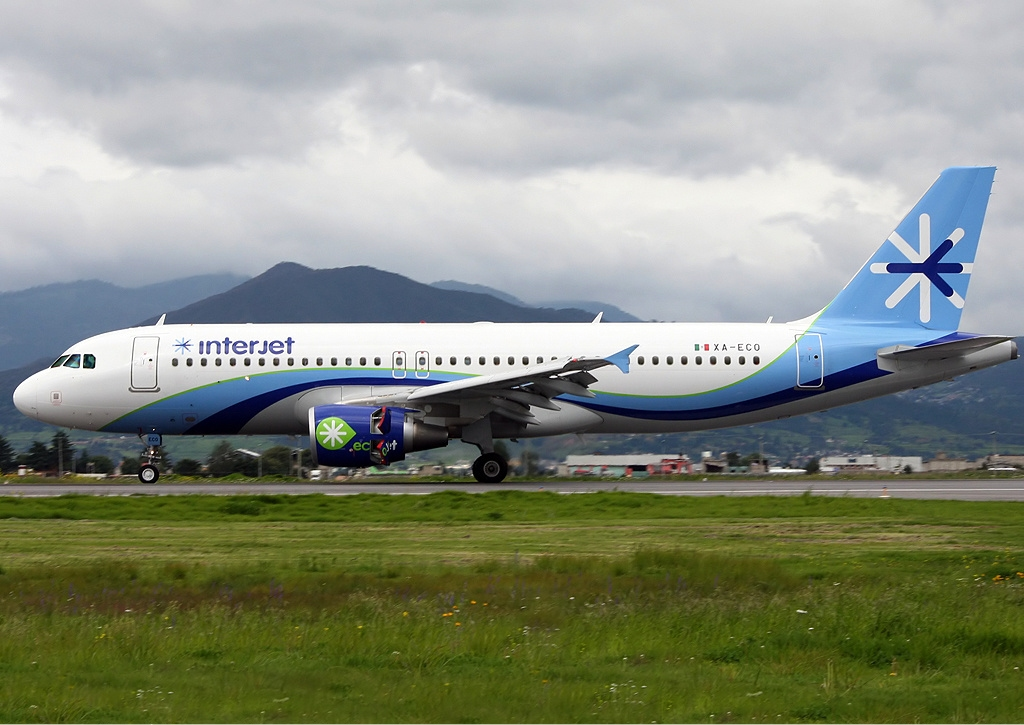
Un Airbus A320-214 de Interjet (XA-ECO), en su primer vuelo con biocombustible en el Aeropuerto Internacional de Toluca, julio de 2011.

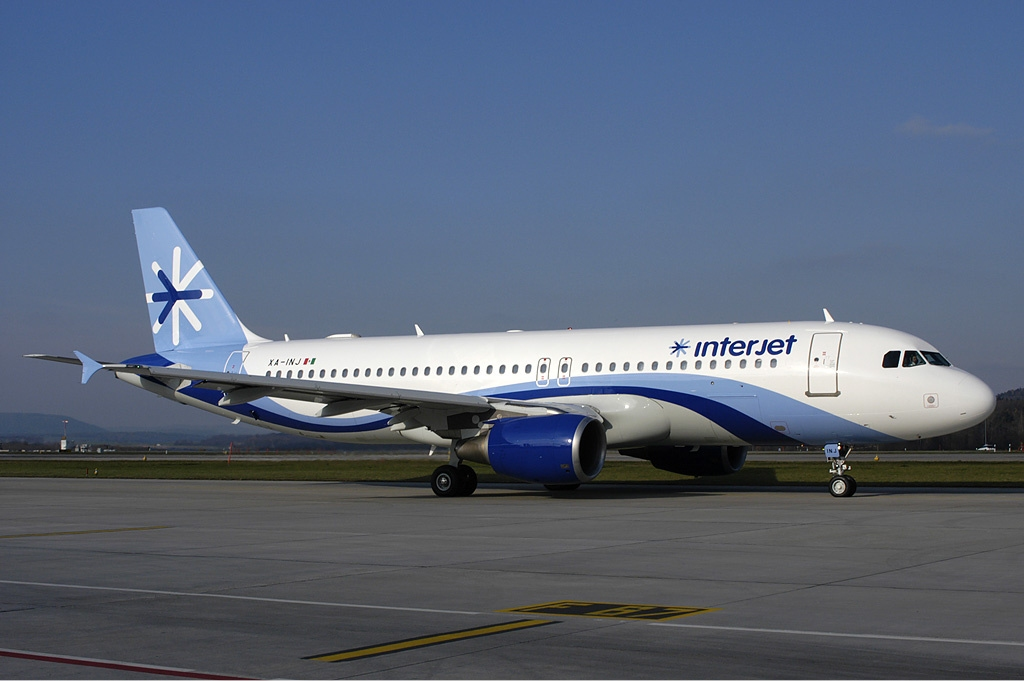
Un Airbus A320-214 de Interjet (XA-INJ) dirigiéndose a la pista en el Aeropuerto Internacional de Zúrich.

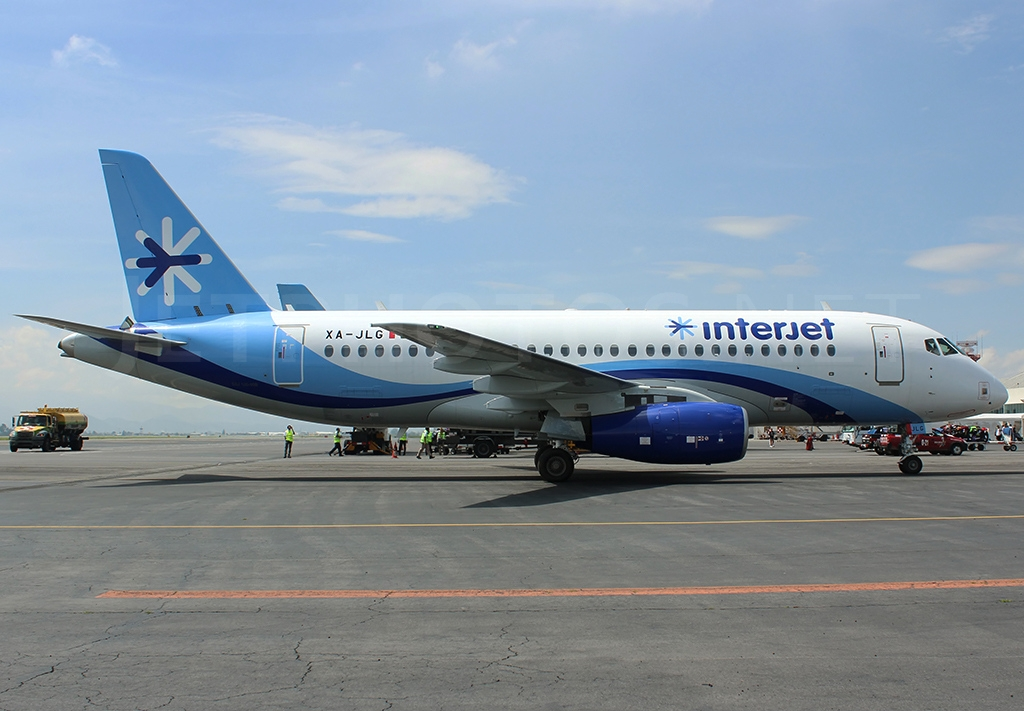
Sukhoi Superjet 100-95B de Interjet (XA-JLG) en el Aeropuerto Internacional de Toluca.

Interjet (ABC Aerolíneas, S.A. de C.V) fue una aerolínea de bajo costo mexicana fundada por Miguel Alemán Magnani y presidida por Alejandro del Valle, con sede en la Ciudad de México que inició operaciones en el año 2005 y cesó operaciones en el año 2020. Ofrecía servicios similares a los de una aerolínea tradicional como asientos con más espacio, comida dentro del avión y opciones de equipaje menos restringidas. Sus oficinas generales estaban ubicadas en Lomas de Chapultepec en la Ciudad de México. Desde el 8 de enero del año 2021, se encuentra en huelga y bajo un proceso de quiebra. El 30 de agosto de 2022, se inició el procedimiento de concurso mercantil y el 10 de abril de 2023 fue declarada en bancarrota por un juez de distrito, ordenando el remate de todos sus activos para saldar la deuda con sus acreedores.

## Historia
Inició sus operaciones con una flota de tres aviones Airbus A320 matrículas XA-IJT, XA-INJ y XA-AIJ en el año 2006 se incorporaron cuatro aviones más con las matrículas XA-ITJ, XA-IJA, XA-ALM y XA-ACO. Tenía como base el Aeropuerto Internacional de Toluca en México. Durante el 2007 recibió tres aviones más, y en un plazo de cinco años otros veintiséis, dando un total de 85 aeronaves, la mayor parte nuevas. En el mes de abril de 2015, Interjet dio de baja y donó el Airbus A320 XA-ROA, al Instituto Politécnico Nacional.
Interjet operó originalmente con un modelo de aerolínea de bajo costo (low cost carrier), pero se fue transformando gradualmente en un híbrido, ofreciendo una experiencia con servicios típicamente asociados con aerolíneas tradicionales: más espacio entre asientos, servicio de snacks y bebidas sin costo, y, hasta marzo de 2017, una franquicia de equipaje más liberal.
Atendió 55 destinos, 30 en México y 25 internacionales en EE. UU., Canadá, Cuba, Centroamérica, Colombia, Ecuador y Perú. Contó con aviones Airbus A320 y  Sukhoi Superjet 100.
El 21 de julio de 2011 Interjet realizó el primer vuelo de América (y el cuarto a nivel mundial) que usara biocombustible, con la ruta Ciudad de México - Tuxtla Gutiérrez, con el Airbus A320 matrícula XA-ECO.
En 2015, derivado de declaraciones del gerente de mercadotecnia de Interjet, la prensa especulo que era posible que Interjet se uniera a la alianza Oneworld, y que con esto reemplazaría a Mexicana de Aviación como miembro, pero esto no sucedió. Sin embargo British Airways, Iberia, LATAM Airlines y American Airlines cuentan acuerdos de código compartido con Interjet.
El 30 de abril de 2020, debido al impacto en la aviación de la pandemia de COVID-19, IATA anunció la suspensión de Interjet de su cámara de compensación de reservas, por impago de deuda. El 29 de abril de 2021, un juez admitió la demanda de quiebra para liquidar sus adeudos por 1.250 millones de dólares. Por otro lado, la Fiscalía General de la República giró una orden de arresto contra Miguel Alemán Magnani –dueño de la aerolínea– por fraude fiscal.
El 10 de abril de 2023, el juzgado federal determinó declarar a la empresa en quiebra y ordenar el remate de sus propiedades.
Interjet podría estar de regreso en el aire en el primer semestre de 2024, aseguró Alejandro del Valle de la Vega, presidente del Consejo de Administración de la aerolínea que se encuentra en concurso mercantil desde 2022.
En entrevista, explicó que para diciembre podría terminar la huelga que está vigente desde 2021, siempre y cuando se tenga el dinero para liquidar a los empleados al 100%.
Indicó que, en estos momentos, la aerolínea se encuentra en un proceso de Concurso Mercantil, pero están en proceso de negociación con los acreedores y si se logra un convenio de quita, para diciembre de este año podrían regresar, así como recuperar sus instalaciones.

## Flota
| Avión                  | En servicio | Órdenes | Opciones | Pasajeros | Rutas            | Nota                                                          |
| ---------------------- | ----------- | ------- | -------- | --------- | ---------------- | ------------------------------------------------------------- |
| Airbus A320-214        | 1           | 0       | 0        | 150       | Todos los vuelos |                                                               |
| Sukhoi Superjet 100-95 | 4           | 0       | 0        | 93        | Todos los vuelos | A pesar de contar con 22 aviones, solo mantiene 4 operativos. |
| Total                  | 5           | 0       | 0        |           |                  |                                                               |

## Accidentes e incidentes
El 12 de marzo del 2010 después de despegar el vuelo 6701 que se dirigía del Aeropuerto Internacional Lic. Adolfo López Mateos Toluca, Estado de México operado por un avión Airbus A320 al Aeropuerto Internacional de Acapulco, Guerrero regresó y aterrizó de emergencia, porque a bordo se apreció humo proveniente de la parte posterior de la aeronave, una vez en tierra la aeronave usó la pista alterna de rodamiento para recibir atención mecánica, sin que fuera necesario la intervención de las bombas y equipos de extinción de incendios.
El 28 de octubre del 2012 el vuelo 2953 despegó del Aeropuerto Internacional de San Antonio Texas al Aeropuerto Internacional de la Ciudad de México operado por un avión Airbus A320 con 142 personas a bordo se vio forzado a regresar y aterrizar de emergencia, después de que un pájaro se impactara en el motor de lado derecho, cuando había alcanzado una altura de 4600 pies (1402 metros) no se reportaron heridos.
El 27 de marzo de 2013 el vuelo 2253 que despegó del Aeropuerto Internacional de la Ciudad de México al Aeropuerto Internacional General Roberto Fierro Villalobos Chihuahua, Chihuahua, tuvo que regresar por causas que se desconocen, el piloto decidió regresar por normas y protocolos de seguridad y así realizar una mayor revisión al avión, se realizó cambio de aeronave para evitar una demora más prolongada a los pasajeros, no se reportó ningún herido.
El 19 de julio de 2015 el vuelo 5961 que salió del Aeropuerto Internacional de Miami con destino al Aeropuerto Internacional de la Ciudad de México con 131 pasajeros a bordo, tuvo aterrizar de emergencia en el Aeropuerto Internacional de Cancún al sufrir una falla mecánica en el sistema hidráulico, procediéndose de inmediato activar los protocolos de seguridad, y el avión aterrizó para que el personal experto en este tipo de problema hidráulico procediera a su pronta revisión, luego de varias horas, se continuó con el vuelo al Aeropuerto Internacional de la Ciudad de México, no fue necesario atender algún pasajero por crisis nerviosa.
El 4 de octubre de 2015 el vuelo 2530 que despegó del Aeropuerto Internacional de la Ciudad de México hacia el Aeropuerto Internacional de Mérida, tras 10 min en el aire, la tripulación de la aeronave informó un sobrecalentamiento excesivo en el motor número 1, por la que tuvo que volver a la Ciudad de México para realizar un cambio de avión y proseguir con el viaje a Mérida.
El 13 de agosto de 2018 el vuelo 2603 con matrícula XA-UHE despegó del Aeropuerto Internacional de la Ciudad de México hacia el Aeropuerto Internacional de Bogotá, ya sobrevolado en territorio guatemalteco la tripulación detectó una falla mecánica y tuvo que volver a territorio mexicano y aterrizar de emergencia en el Aeropuerto Internacional de Tuxtla Gutiérrez, Chiapas. El avión fue un Airbus A320 que transportaba a 105 pasajeros, no hubo ningún herido.

## Crisis

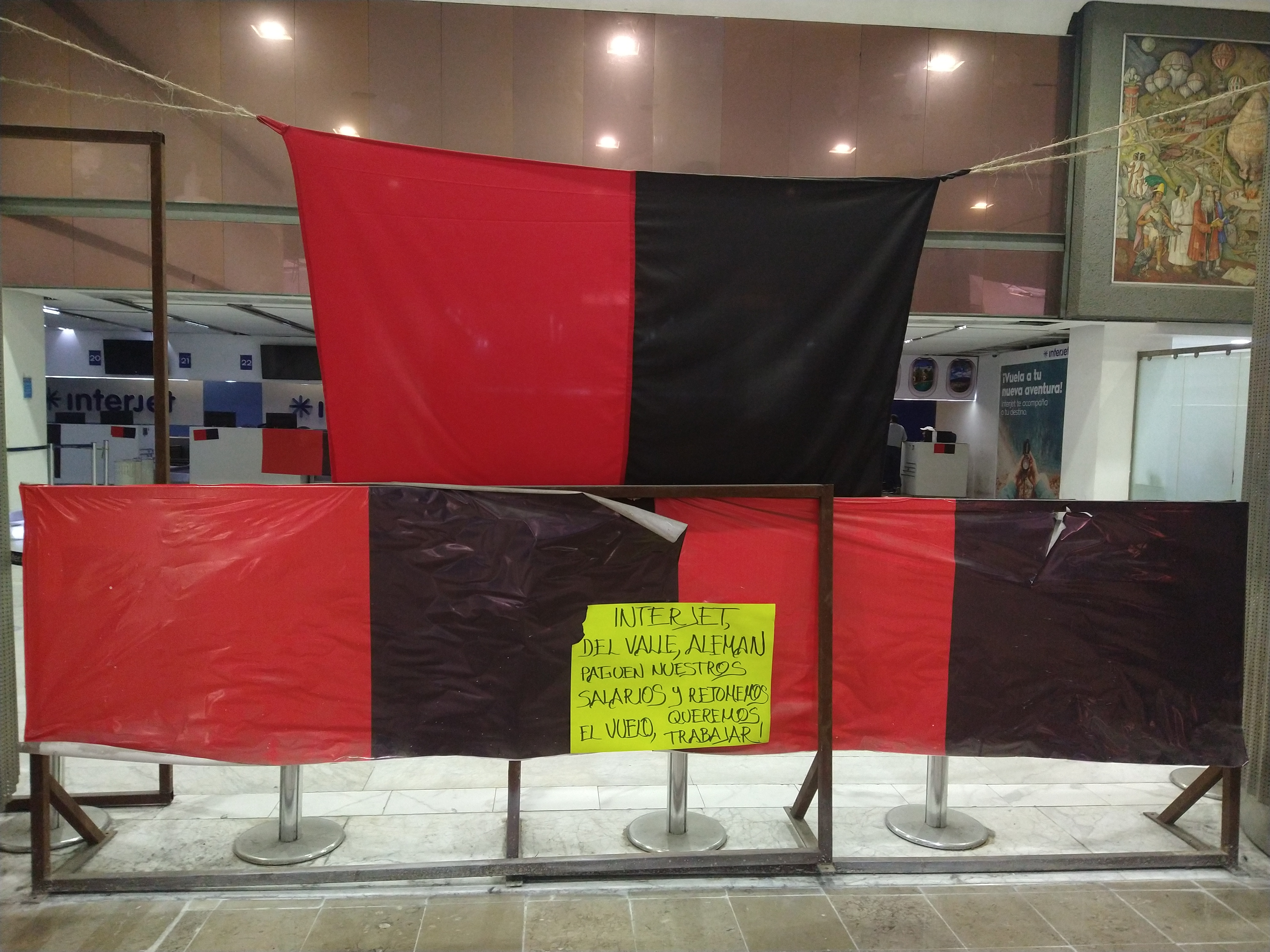
Mostradores de Interjet con banderas de huelga en la Terminal 1 del AICM.

Forbes estima que la aerolínea dirigida por Alejandro del Valle tiene una deuda de 3,000 millones de pesos (mdd) por falta de pago de IVA, ISR, impuestos aeropuertarios, aprovechamiento del espacio aéreo y migración, situación que la pandemia del COVID-19 agudizó fatalmente.
Esta profunda crisis de la empresa se evidenció el 2 de noviembre de 2020, luego de varios meses de cancelaciones de vuelos e incumplimiento de pagos a los trabajadores cuando el sitio web de la operadora se cayó en medio de un declive de su reputación entre los clientes afectados por incumplimientos en el servicio, sumándose a más de 1500 quejas colectivas e individuales.
La compañía suspendió operaciones el 11 de diciembre de 2020 por falta de liquidez para adquirir combustible. El día anterior  había trascendido que IATA la suspendió del BSP evitando la venta de sus boletos en todas las agencias de viajes.
El 10 de abril de 2023 es declarada en quiebra y obligada a rematar su bienes.

## Destinos
Estos fueron los destinos que tuvo hasta antes de suspender operaciones.
| Ciudad por país                                                        | MEX | TLC | GDL | MTY | TIJ | CUN | Otra | # |
| México (30 destinos, 52 rutas)                                         | 28  | 7   | 6   | 3   | 2   | 6   | 0    |   |
| ---------------------------------------------------------------------- | --- | --- | --- | --- | --- | --- | ---- | - |
| Acapulco / Aeropuerto Internacional de Acapulco                        | •   | •   |     |     |     | •   |      | 3 |
| Campeche / Aeropuerto Internacional Ing. Alberto Acuña Ongay           | •   |     |     |     |     |     |      | 1 |
| Cancún / Aeropuerto Internacional de Cancún                            | •   | •   | •   | •   |     |     |      | - |
| Chetumal / Aeropuerto Internacional de Chetumal                        | •   |     |     |     |     |     |      | 1 |
| Chihuahua / Aeropuerto Internacional General Roberto Fierro Villalobos | •   |     |     |     |     |     |      | 1 |
| Ciudad de México / Aeropuerto Internacional de la Ciudad de México     |     |     | •   | •   | •   | •   |      | - |
| Ciudad del Carmen / Aeropuerto Internacional de Ciudad del Carmen      | •   |     |     |     |     |     |      | 1 |
| Ciudad Juárez / Aeropuerto Internacional Abraham González              | •   |     |     |     |     |     |      | 1 |
| Cozumel / Aeropuerto Internacional de Cozumel                          | •   |     |     |     |     |     |      | 1 |
| Culiacán / Aeropuerto Internacional Federal de Culiacán                | •   |     |     |     |     |     |      | 1 |
| Guadalajara / Aeropuerto Internacional de Guadalajara                  | •   | •   |     |     | •   | •   |      | - |
| Hermosillo / Aeropuerto Internacional General Ignacio Pesqueira García | •   |     |     |     |     |     |      | 1 |
| Huatulco / Aeropuerto Internacional de Bahías de Huatulco              | •   | •   |     |     |     |     |      | 2 |
| Ixtapa-Zihuatanejo / Aeropuerto Internacional de Ixtapa-Zihuatanejo    | •   | •   |     |     |     |     |      | 2 |
| León / Aeropuerto Internacional del Bajío                              | •   |     |     |     |     |     |      | 1 |
| Los Cabos Aeropuerto Internacional de Los Cabos                        | •   |     | •   |     |     |     |      | 2 |
| Mazatlán / Aeropuerto Internacional General Rafael Buelna              | •   |     |     |     |     |     |      | 1 |
| Mérida / Aeropuerto Internacional de Mérida                            | •   |     |     |     |     |     |      | 1 |
| Monterrey / Aeropuerto Internacional de Monterrey                      | •   | •   |     |     |     | •   |      | - |
| Oaxaca / Aeropuerto Internacional Xoxocotlán                           | •   |     |     |     |     | •   |      | 2 |
| Palenque / Aeropuerto Internacional de Palenque                        | •   |     |     |     |     |     |      | 1 |
| Puerto Escondido / Aeropuerto Internacional de Puerto Escondido        | •   |     |     |     |     |     |      | 1 |
| Puerto Vallarta / Aeropuerto Internacional de Puerto Vallarta          | •   | •   | •   |     |     |     |      | 3 |
| Tampico / Aeropuerto Internacional de Tampico                          | •   |     |     |     |     |     |      | 1 |
| Tijuana / Aeropuerto Internacional de Tijuana                          | •   |     | •   |     |     |     |      | - |
| Toluca / Aeropuerto Internacional Lic. Adolfo López Mateos             |     |     | •   | •   |     | •   |      | - |
| Torreón / Aeropuerto Internacional Francisco Sarabia                   | •   |     |     |     |     |     |      | 1 |
| Tuxtla Gutiérrez / Aeropuerto Internacional de Tuxtla                  | •   |     |     |     |     |     |      | 1 |
| Veracruz / Aeropuerto Internacional General Heriberto Jara             | •   |     |     |     |     |     |      | 1 |
| Villahermosa / Aeropuerto Internacional Carlos Rovirosa Pérez          | •   |     |     |     |     |     |      | 1 |
| Canadá (3 destinos, 5 rutas)                                           | 3   | 0   | 0   | 0   | 0   | 2   | 0    |   |
| Montreal / Aeropuerto Internacional Pierre Elliott Trudeau             | •   |     |     |     |     | •   |      | 2 |
| Toronto / Aeropuerto Internacional Toronto Pearson                     | •   |     |     |     |     | •   |      | 2 |
| Vancouver / Aeropuerto Internacional de Vancouver                      | •   |     |     |     |     |     |      | 1 |
| Colombia (3 destinos, 5 rutas)                                         | 3   | 0   | 0   | 0   | 0   | 2   | 0    |   |
| Bogotá / Aeropuerto Internacional El Dorado                            | •   |     |     |     |     | •   |      | 2 |
| Cartagena de Indias / Aeropuerto Internacional Rafael Núñez            | •   |     |     |     |     |     |      | 1 |
| Medellín / Aeropuerto Internacional José María Córdova                 | •   |     |     |     |     | •   |      | 2 |
| Ecuador (2 destinos, 3 rutas)                                          | 2   | 0   | 0   | 0   | 0   | 1   | 0    |   |
| Guayaquil / Aeropuerto Internacional José Joaquín de Olmedo            | •   |     |     |     |     | •   |      | 2 |
| Quito / Aeropuerto Internacional Mariscal Sucre                        | •   |     |     |     |     |     |      | 1 |
| El Salvador (1 destino, 1 ruta)                                        | 1   | 0   | 0   | 0   | 0   | 0   | 0    |   |
| San Salvador / Aeropuerto Internacional de El Salvador                 | •   |     |     |     |     |     |      | 1 |
| Estados Unidos (10 destinos, 21 rutas)                                 | 9   | 0   | 5   | 4   | 0   | 3   | 0    |   |
| Chicago / Aeropuerto Internacional O'Hare                              | •   |     | •   |     |     |     |      | 2 |
| Dallas / Aeropuerto Internacional de Dallas-Fort Worth                 | •   |     |     |     |     |     |      | 1 |
| Houston / Aeropuerto Intercontinental George Bush                      | •   |     |     | •   |     |     |      | 2 |
| Las Vegas / Aeropuerto Internacional Harry Reid                        | •   |     | •   | •   |     |     |      | 3 |
| Los Ángeles /Aeropuerto Internacional de Los Ángeles                   | •   |     | •   | •   |     | •   |      | 4 |
| Miami / Aeropuerto Internacional de Miami                              | •   |     |     |     |     | •   |      | 2 |
| Nueva York / Aeropuerto Internacional John F. Kennedy                  | •   |     |     |     |     | •   |      | 2 |
| Orlando / Aeropuerto Internacional de Orlando                          | •   |     |     |     |     |     |      | 1 |
| San Antonio / Aeropuerto Internacional de San Antonio                  | •   |     | •   | •   |     |     |      | 3 |
| San Francisco / Aeropuerto Internacional de San Francisco              |     |     | •   |     |     |     |      | 1 |
| Costa Rica (1 destino, 1 ruta)                                         | 1   | 0   | 0   | 0   | 0   | 0   | 0    |   |
| San José / Aeropuerto Internacional Juan Santamaría                    | •   |     |     |     |     |     |      | 1 |
| Cuba (3 destinos, 6 rutas)                                             | 3   | 0   | 0   | 1   | 0   | 1   | 1    |   |
| La Habana / Aeropuerto Internacional José Martí                        | •   |     |     | •   |     | •   | MID  | 4 |
| Santa Clara / Aeropuerto Internacional Abel Santamaría                 | •   |     |     |     |     |     |      | 1 |
| Varadero / Aeropuerto Juan Gualberto Gómez                             | •   |     |     |     |     |     |      | 1 |
| Guatemala (1 destino, 1 ruta)                                          | 1   | 0   | 0   | 0   | 0   | 0   | 0    |   |
| Ciudad de Guatemala / Aeropuerto Internacional La Aurora               | •   |     |     |     |     |     |      | 1 |
| Perú (1 destino, 2 rutas)                                              | 1   | 0   | 0   | 0   | 0   | 1   | 0    |   |
| Lima / Aeropuerto Internacional Jorge Chávez                           | •   |     |     |     |     | •   |      | 2 |
| Total: 55 destinos, 97 rutas                                           | 52  | 7   | 11  | 8   | 2   | 16  | 1    |   |

Antiguos destinos
- Estados Unidos: Orange County / Orlando/Sanford
- México: Aguascalientes / Ciudad Obregón / Durango / La Paz / Los Mochis / Manzanillo / Minatitlán / Reynosa / San Luis Potosí / Tapachula / Zacatecas